# Svante Rasmuson
Svante Erik Rasmuson (ur. 18 listopada 1955 w Uppsali) – szwedzki pięcioboista nowoczesny i pływak.  Srebrny i brązowy medalista olimpijski.

## Życiorys
Wystąpił w pływaniu na igrzyskach olimpijskich w 1976 w Montrealu, gdzie odpadł w półfinale wyścigu na 100 metrów stylem dowolnym.
Na kolejnych igrzyskach olimpijskich startował w pięcioboju nowoczesnym. Zdobył brązowy medal w rywalizacji drużynowej na igrzyskach olimpijskich w 1980 w Moskwie (reprezentację Szwecji tworzyli ponadto Lennart Pettersson i George Horvath), a indywidualnie zajął 4. miejsce.
Na następnych igrzyskach olimpijskich w 1984 w Los Angeles zdobył srebrny medal indywidualnie, przegrywając jedynie z Daniele Masalą z Włoch, a wyprzedzając innego Włocha Carlo Massullo. Drużynowo Szwecja zajęła 10. miejsce. Rasmuson wystąpił również na igrzyskach olimpijskich w 1988 w Seulu, gdzie zajął 22. miejsce indywidualnie i 11. miejsce w drużynie.